# Gagea absurda
Gagea absurda är en liljeväxtart som beskrevs av Igor Germanovich Levichev. Gagea absurda ingår i Vårlökssläktet och i familjen liljeväxter. Inga underarter finns listade.